# Boleta electoral

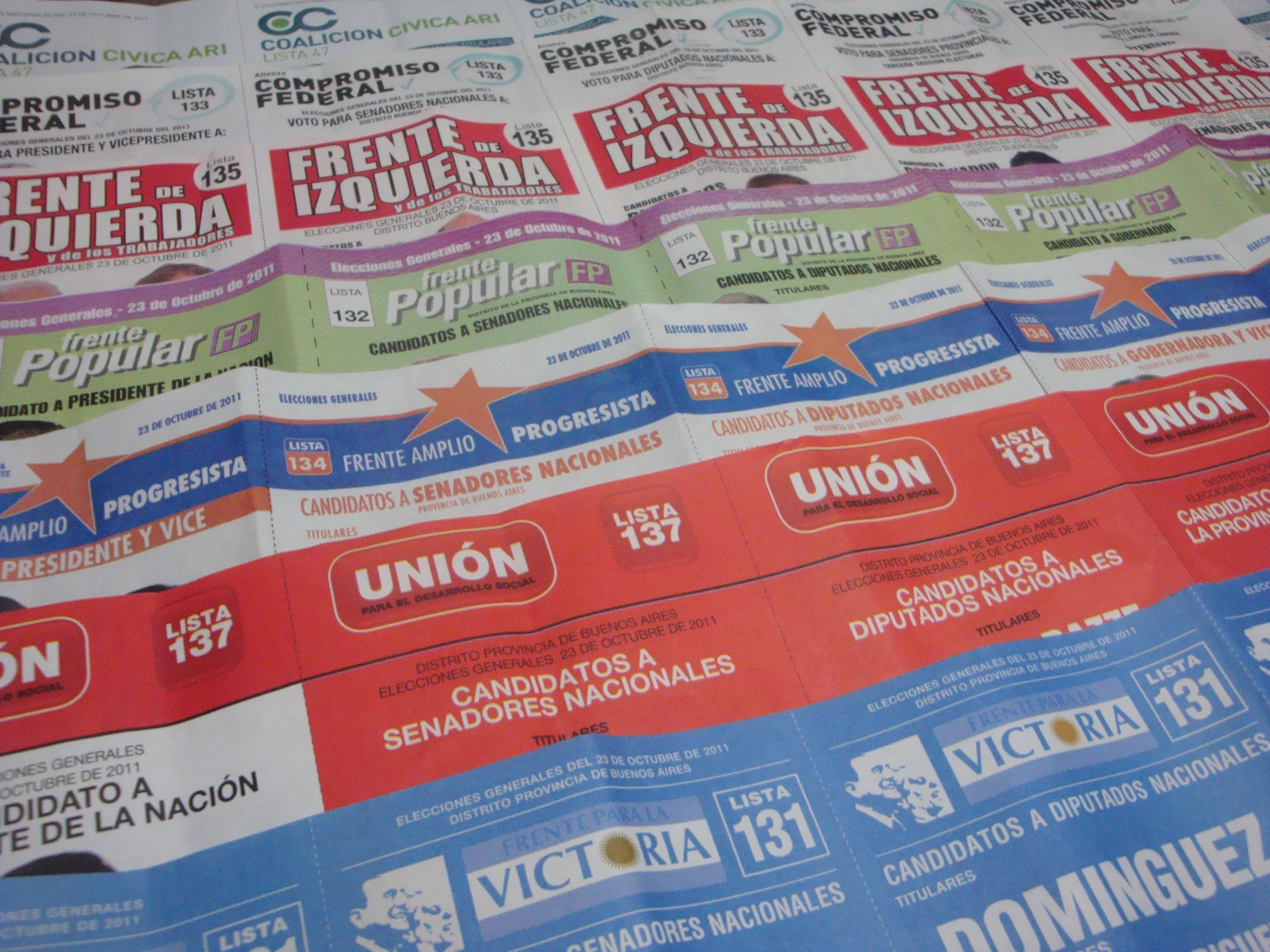
Papeleta electorales de distintos partidos para las elecciones presidenciales de Argentina de 2011.

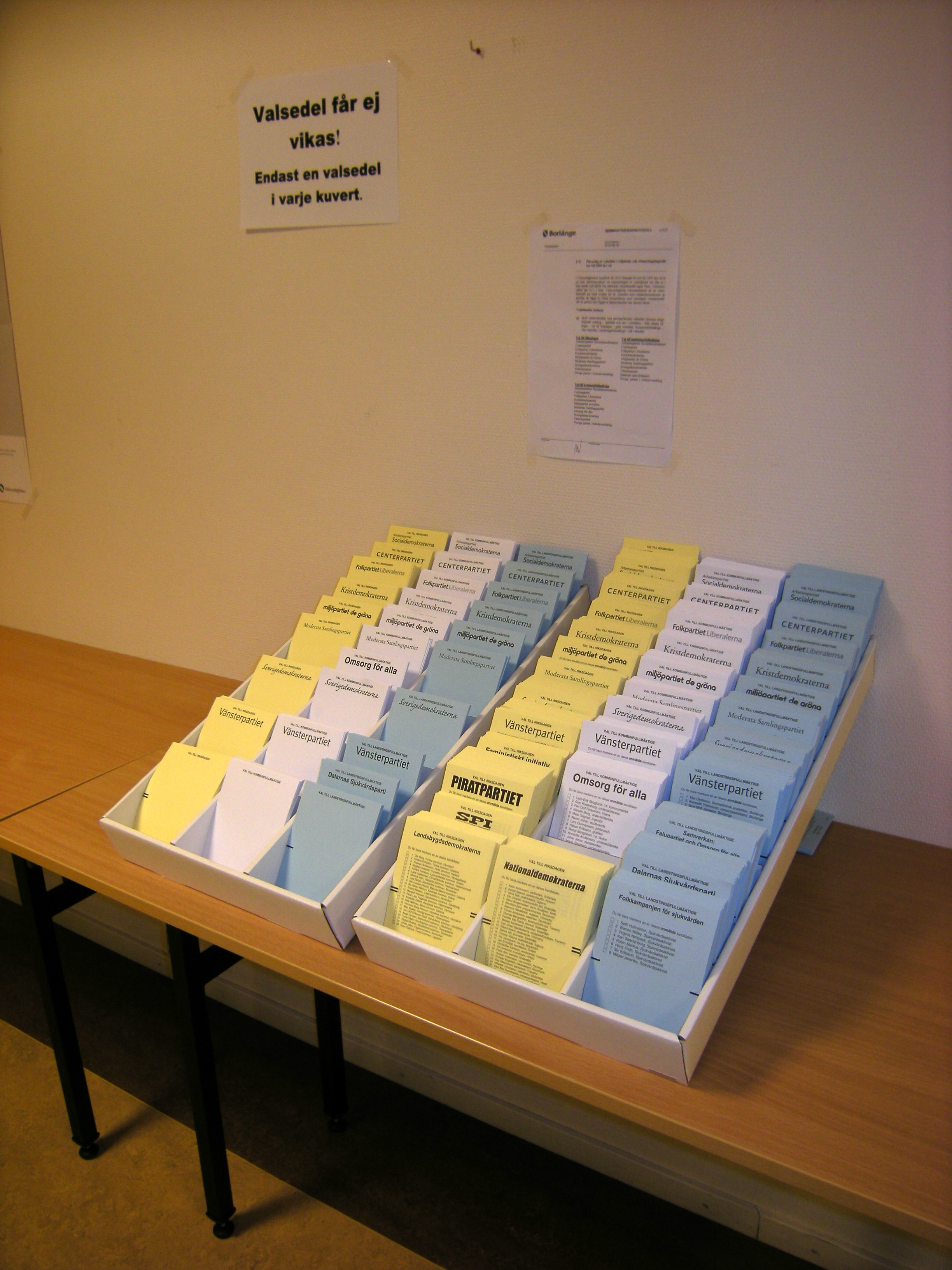
Elecciones suecas de 2010, en el local de votación en Borlänge en el día de las elecciones generales. Distintas boletas, en este caso de todos los partidos.

Una boleta electoral (del italiano bolleta) (también, boleta de votación, papeleta electoral, tarjeta electoral o tarjetón electoral u hoja de votación, entre otros sinónimos) es aquella con la que los electores emiten su voto en unas elecciones; es la hoja de papel que se usa en los comicios para elegir representantes. Se depositan en urnas ubicadas en las casillas o centros electorales.
En las boletas electorales se ofrecen todas las opciones electorales preimpresas. Estas opciones pueden ser desde escoger candidatos (lista electoral), elegir propuestas, ratificar a un gobernante o disposición legal (referéndum).
En la mayor parte de las elecciones nacionales, existe una boleta única con todas las opciones, y cada votante debe marcar las opciones que desee. Esta según las instrucciones de la autoridad electoral pueden ser: a) marcar o dibujar una cruz o completar una raya, b) perforando la hoja o celda, c) escribiendo el nombre del candidato o candidatos, y d) poniendo un número (en el caso del voto preferencial). En otros, como Argentina, Uruguay, Israel y Suecia se presentan distintas boletas de parte de cada partido o candidatura y los votantes deben introducir las que contengan las opciones que prefieran. 
La ventaja de tener boleta única es que los votantes pueden acceder a cualquier opción fácilmente, en tanto que en el segundo caso el elector debe conseguir la boleta correcta, lo cual puede ser difícil si se presentan decenas de ellas. Además, simplifica y disminuye el costo de imprimir y distribuir las hojas. Presentar distintas hojas por opción tiene como ventajas que evita equivocaciones, porque el elector puede llevar la hoja de antemano, y que permite mostrar la lista completa de candidatos.

## Características técnicas

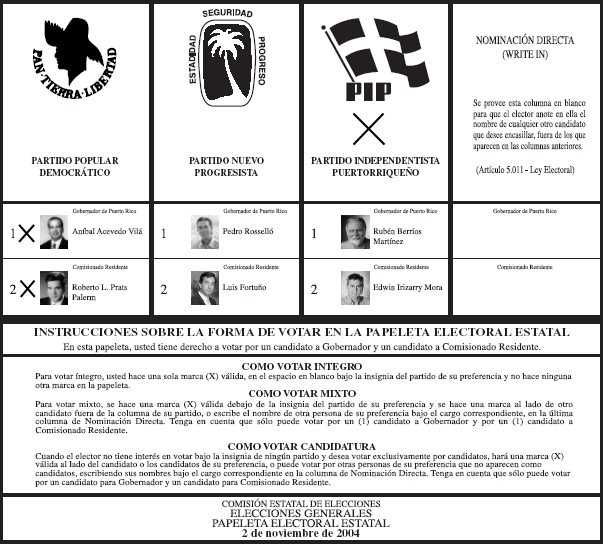
Papeleta electoral puertorriqueña (ejemplo de boleta única).

Las boletas electorales se fabrican, por regla general, en diversos tipos de papel seguridad, pero en algunos países donde se teme el fraude electoral, se agregan medidas adicionales como el foliado y la firma de los representantes de partidos sobre las boletas, ya que se quiere evitar la falsificación o duplicación ilegal de las boletas.
Durante el siglo XIX, antes de que se perfeccionara el sistema de elección que todavía utilizamos, eran frecuentemente utilizados libros en los que se registraba el sentido del voto de cada elector, dicho sistema se descartó pues en todos los casos se conocía el sentido del voto de los electores y podían sufrir por ello distintos tipos de represalias.

## Boleta Única Electrónica
El sistema de Boleta Única Electrónica, o sistema "vot.ar" es un sistema que se utiliza en la Provincia de Salta, Argentina, y en la Ciudad de Buenos Aires para las elecciones a Jefe de Gobierno que se llevaron a cabo en 2015.
A través de este sistema se emite un voto que cuenta con respaldo electrónico y respaldo físico (en papel). La autoridad de mesa entrega una boleta al votante, la cual está en blanco y tiene un chip sin información. El votante inserta la boleta en una computadora que presenta las listas de candidatos. El votante selecciona su voto y el mismo se imprime en la boleta y se guarda en el chip. El votante puede verificar que su voto se haya guardado correctamente con un lector de chip que presenta la máquina y viendo la impresión.
A diferencia de los métodos más conocidos de voto electrónico este sistema se diferencia debido a que las computadoras utilizadas no funcionan como urna electrónica, y las boletas contienen el voto impreso para el control del elector que luego se insertarán en la urna para su resguardo y posterior recuento en caso de que se presenten las condiciones para esto según las leyes vigentes.
Este sistema fue criticado por la Cámara Nacional Electoral Argentina por entender que genera una dependencia política con empresas privadas e instó a la utilización de la boleta única papel tal como utilizan en la provincia de Córdoba o Santa Fe. También se han recibido fuertes críticas de ingenieros informáticos y en seguridad debido a la poca seguridad de las máquinas de votación, el poco tiempo provisto para auditorías, la negativa de la empresa MSA y el Estado a entregar máquinas y las dificultades logísticas y económicas de instaurar un sistema a nivel nacional en tan poco tiempo.

## Voto electrónico
Actualmente existen otros medios para substituir a las boletas electorales impresas, como lo son los sistemas de voto electrónico que inmediatamente registran el sentido del voto y lo procesan, otorgando al elector, en su caso, un comprobante en papel.